# Võnnu (Kastre)
Võnnu (Duits: Wendau) is een plaats in de Estlandse gemeente Kastre, provincie Tartumaa. De plaats heeft de status van groter dorp of ‘vlek’ (Estisch: alevik) en telt 524 inwoners (2021).
De plaats was tot in oktober 2017 de hoofdplaats van de gemeente Võnnu. In die maand ging de gemeente op in de fusiegemeente Kastre.

## Geschiedenis
Het dorp Võnnu werd voor het eerst genoemd in een document uit 1582 onder de naam Wenden. Het hoorde bij verschillende landgoederen, maar vanaf het begin van de 18e eeuw bij het landgoed van Kurista. Binnen het landgoed was Võnnu en omgeving een aparte administratieve eenheid, Võnnu kirikumõis (‘kerkelijk landgoed van Võnnu’).
De kerk van Võnnu, gewijd aan Jakobus de Meerdere, (Estisch: Võnnu Jakobi kirik) is ouder dan het dorp. Ze wordt al genoemd in een document uit 1341. Tussen 1783 en 1787 werd ze praktisch geheel vervangen door een barokkerk, die tussen 1870 en 1871 opnieuw werd uitgebreid. Sindsdien behoort het gebouw tot de grootste plattelandskerken in Estland. Het altaar dateert van 1884, het orgel van 1895.
Het kerkhof van het dorp is aangelegd in 1773.

## Geboren in Võnnu
- Gustav Suits (1883-1956), dichter.

## Foto's

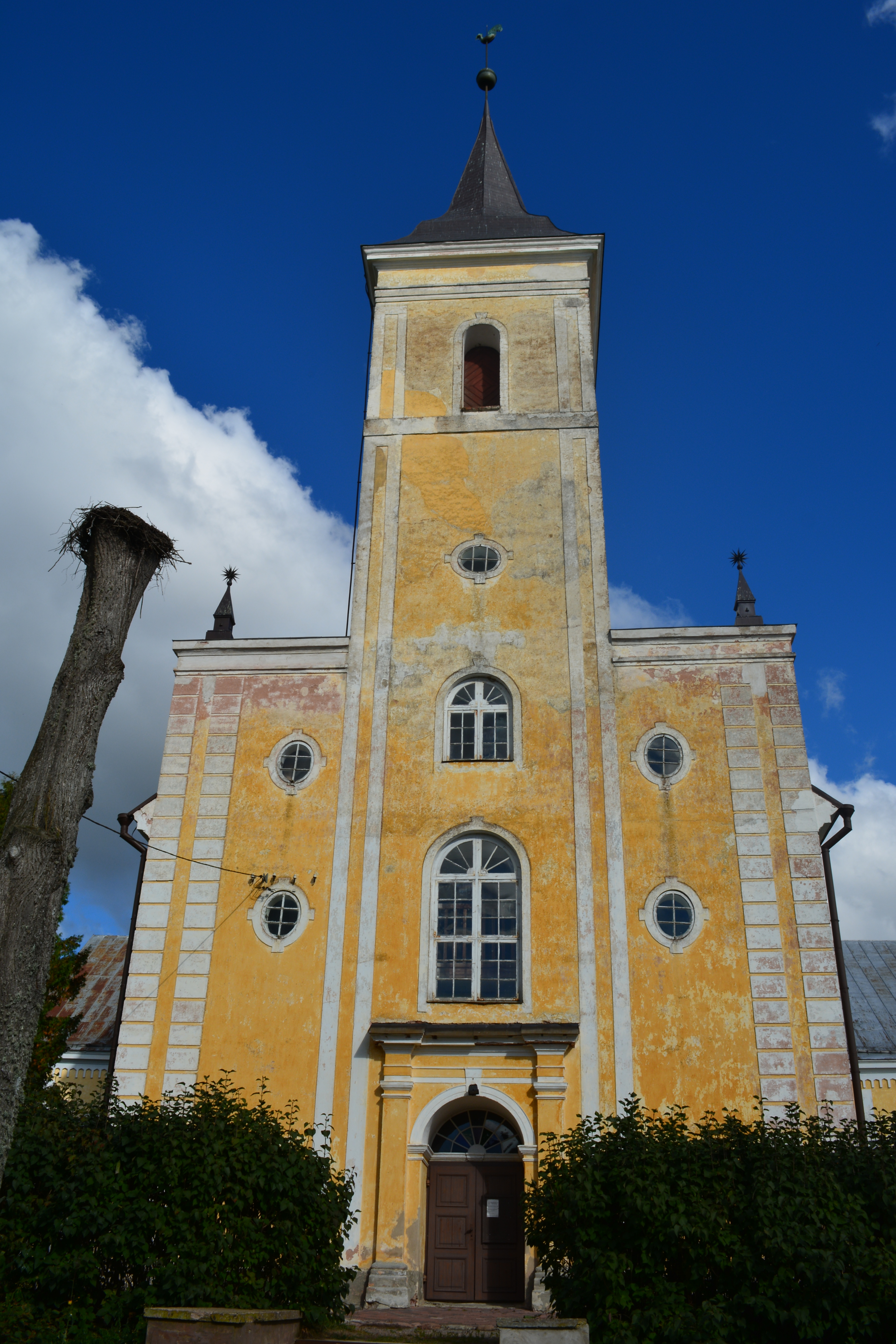
Kerk van Võnnu, vooraanzicht
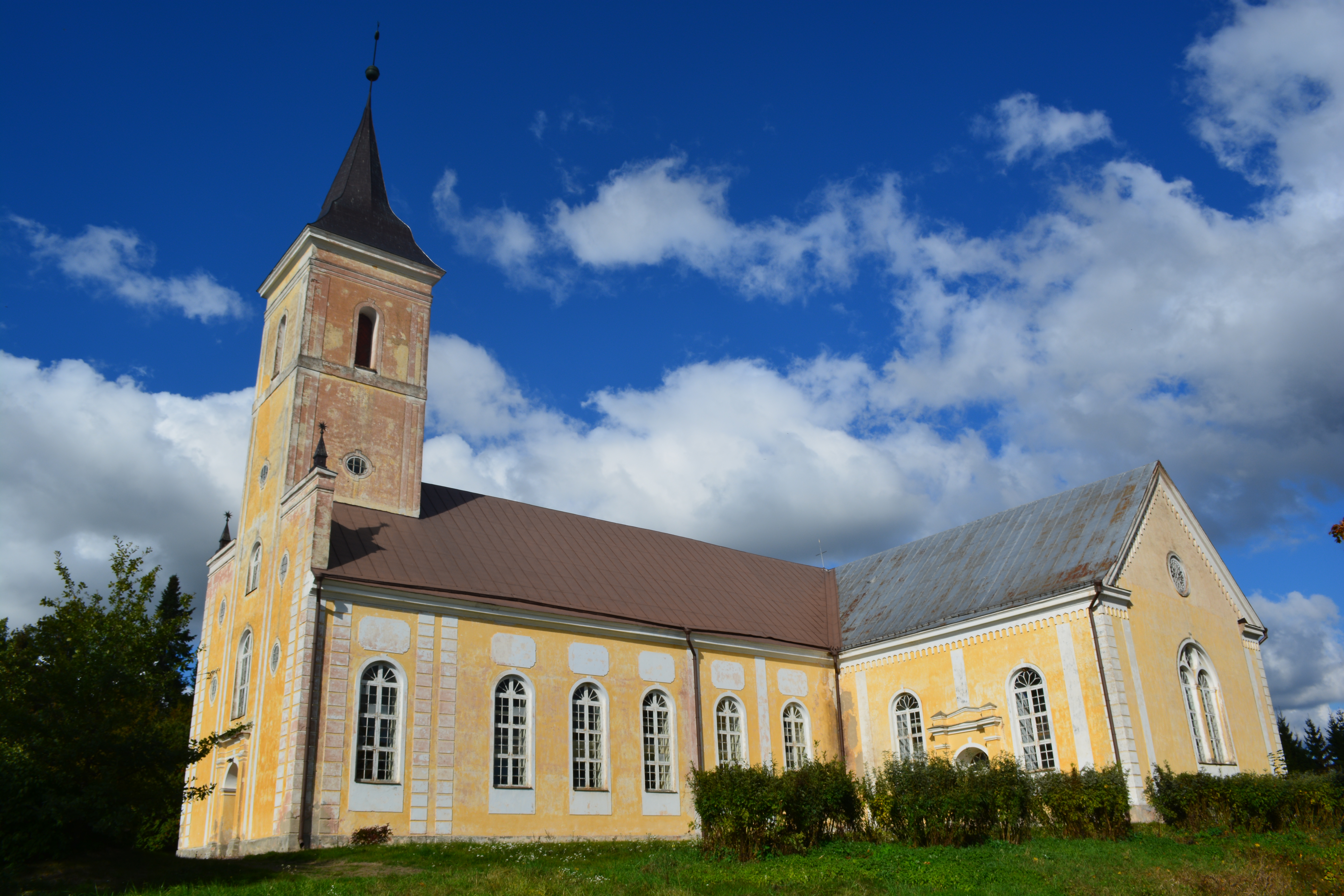
Kerk van Võnnu, zijaanzicht
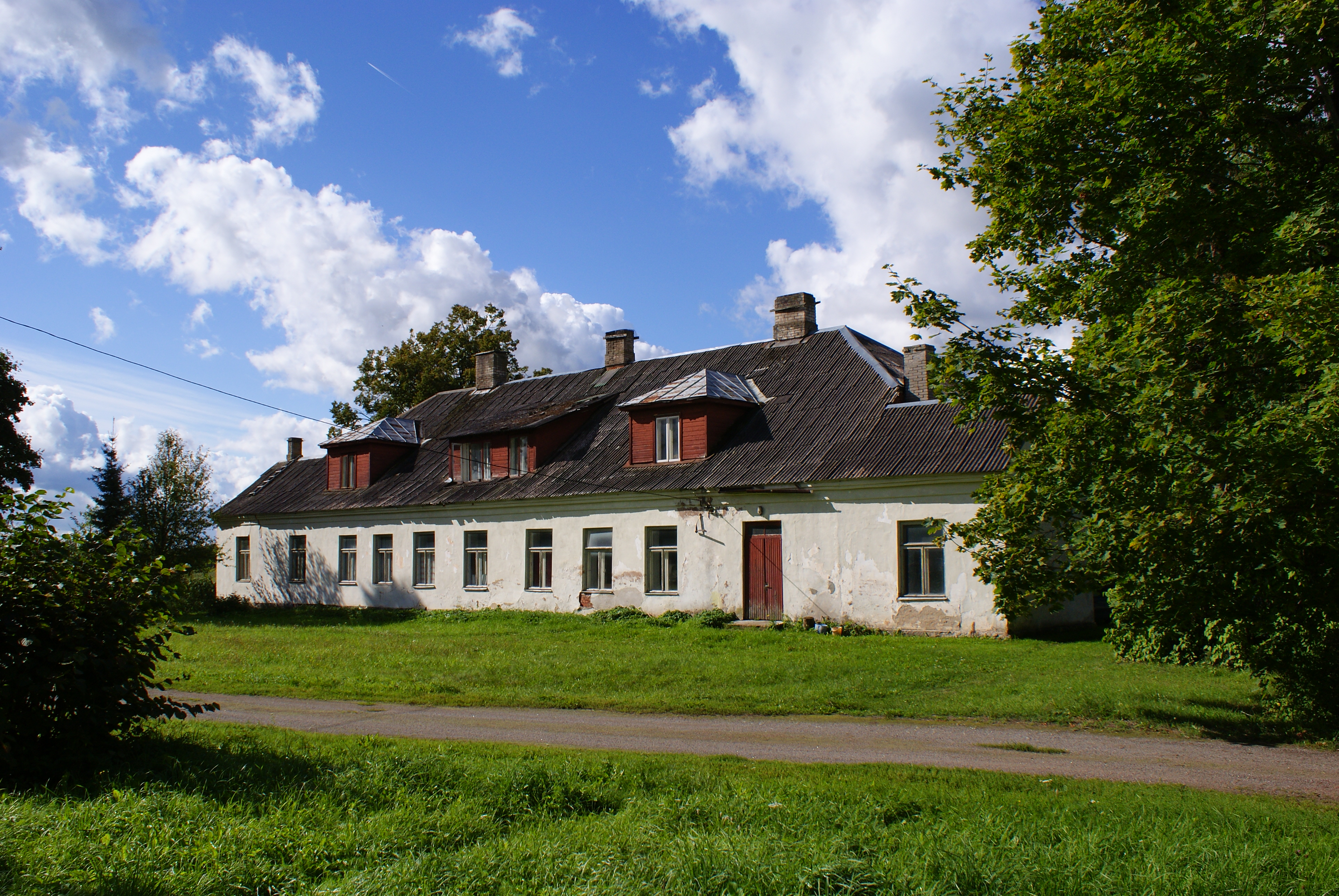
Het vroegere hoofdgebouw van het kerkelijk landgoed
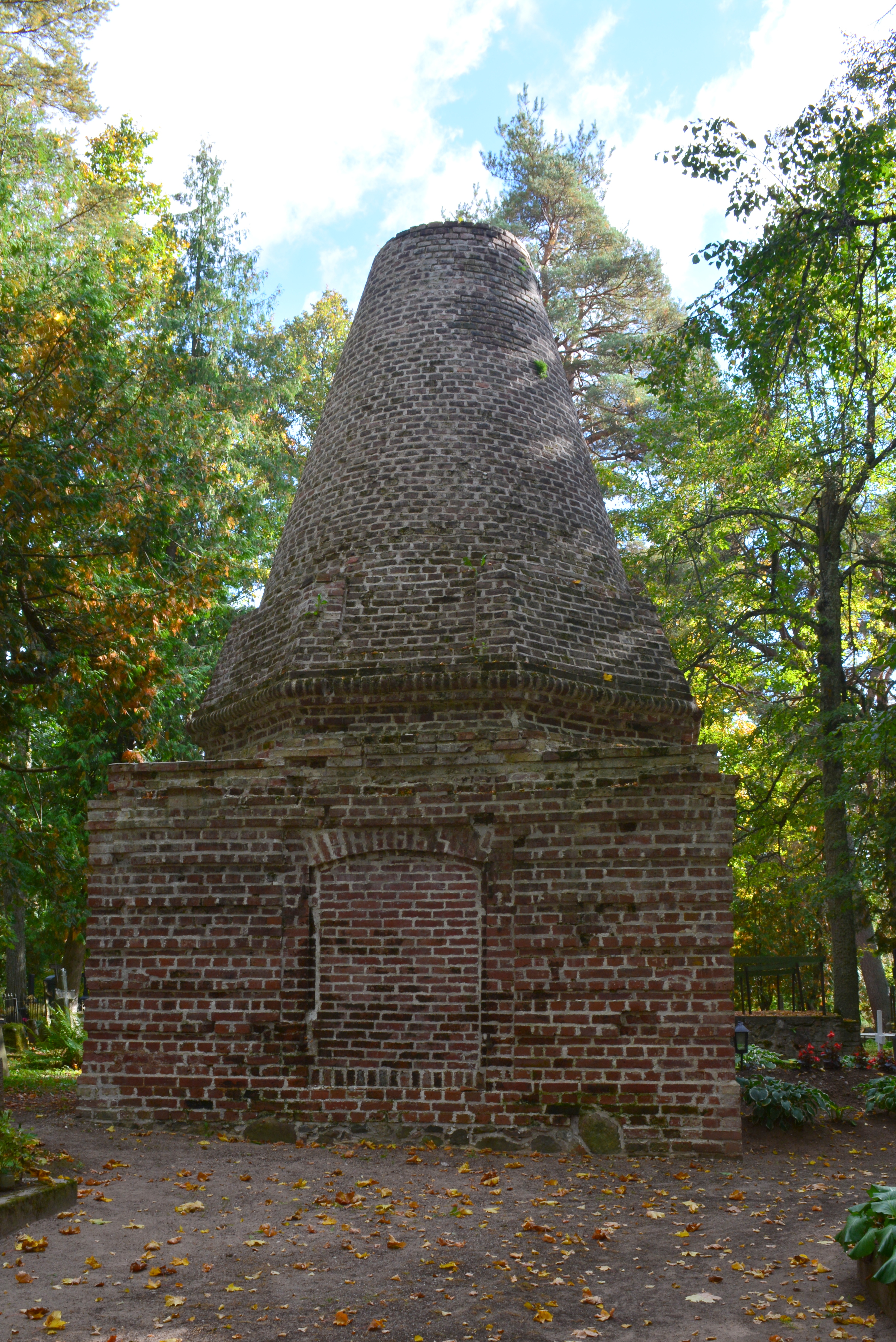
Kapel op het kerkhof van Võnnu
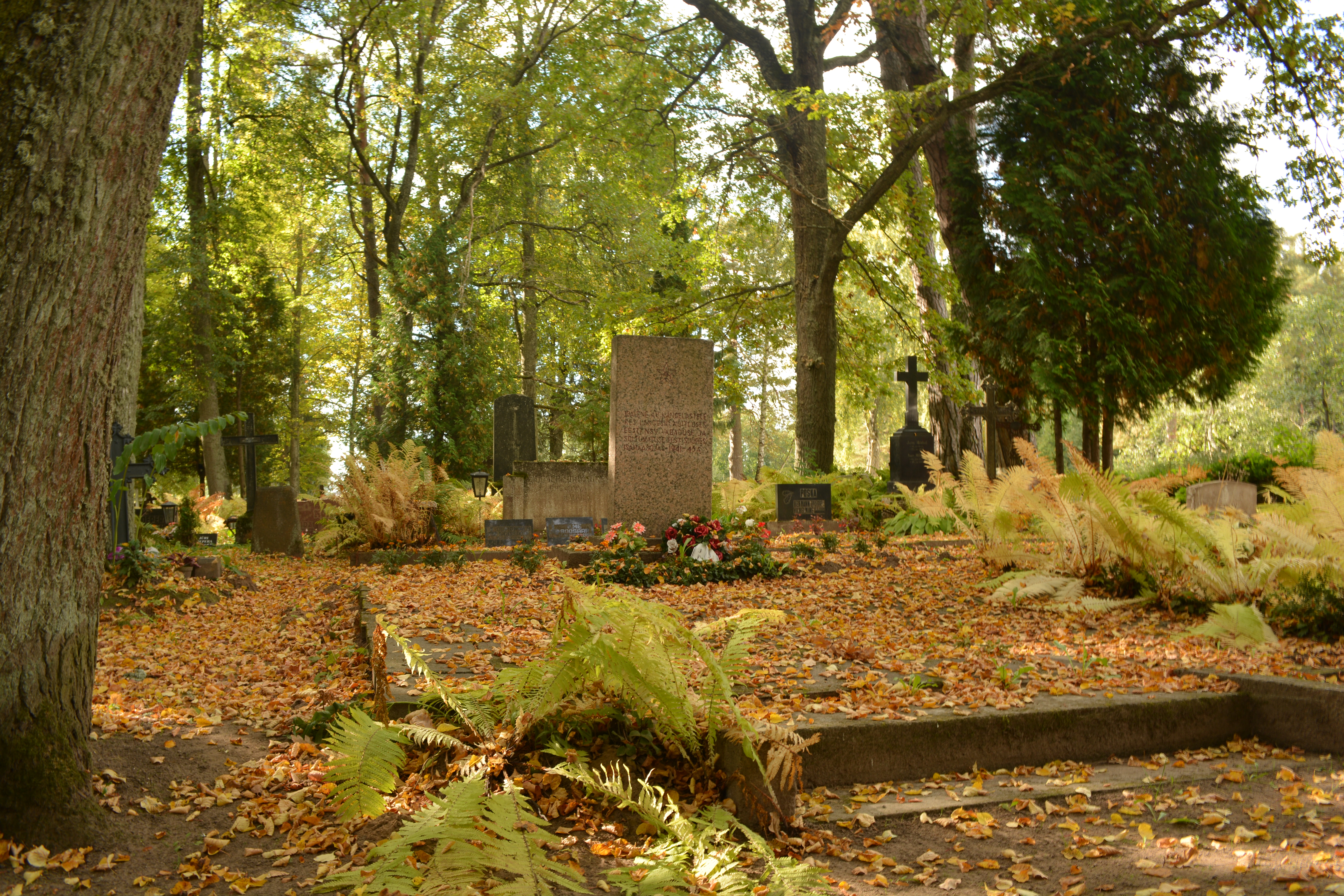
Kerkhof van Võnnu
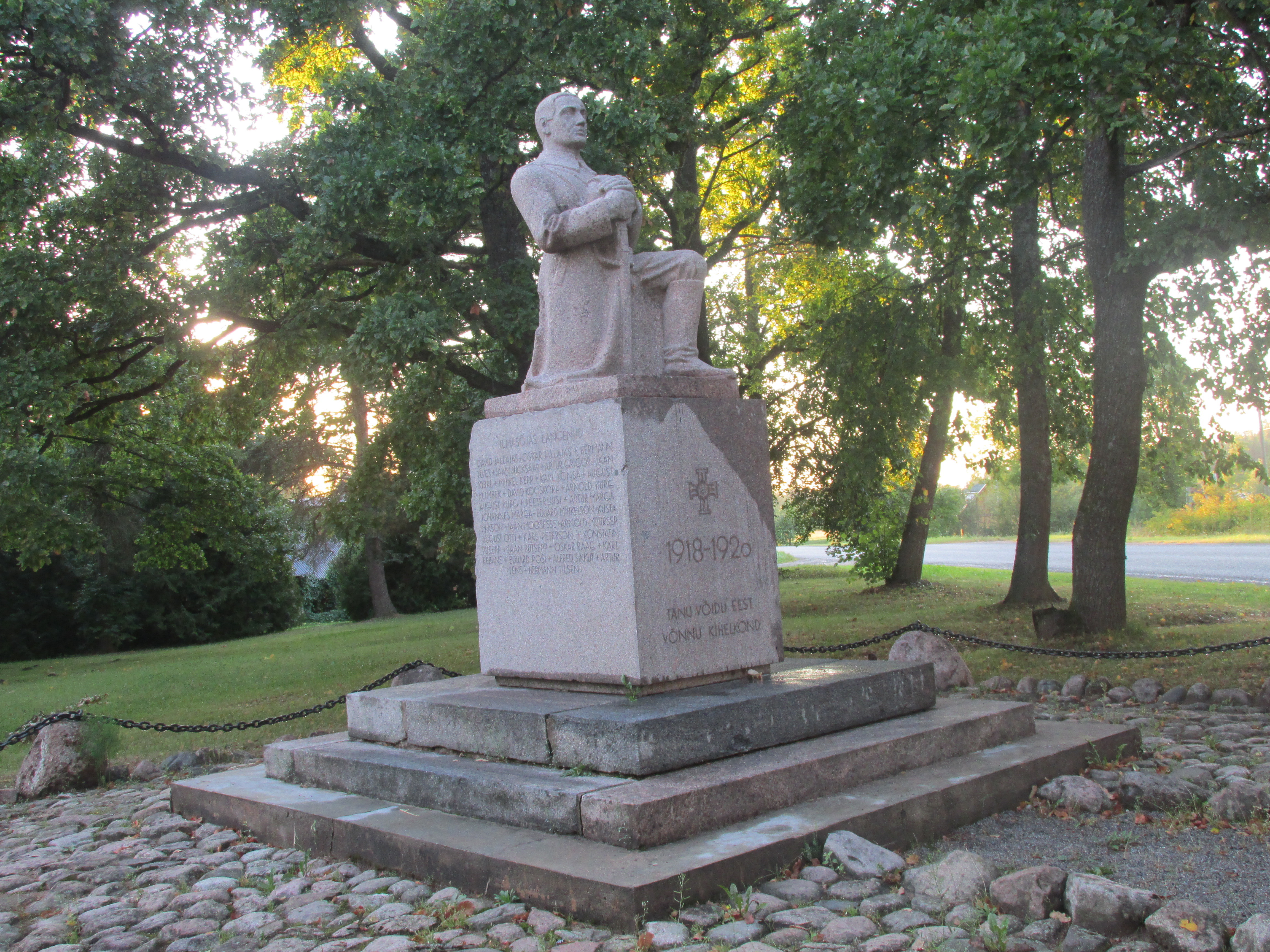
Monument voor de slachtoffers van de Estische Onafhankelijk-heidsoorlog